# 140-talet f.Kr.

## Händelser
- 149-146 f.Kr. - Tredje puniska kriget utkämpas.
- 146 f.Kr. - Romerska republiken erövrar Korinth.

## Födda
- 148 f.Kr. – Antiochos VI, kung av Selukidriket.
- 140 f.Kr. – Tigranes II, kung av Armenien.

## Avlidna
- 148 f.Kr. – Masinissa, kung av Numidien.
- 145 f.Kr. – Alexander Epifanes, kung av Selukidriket.
- 144 f.Kr. – Ptolemaios VI Filometor, kung av Ptolemeiska riket.
- 142 f.Kr. – Antiochos VI, kung av Selukidriket.